# ジョナサン・ラッセル
ジョナサン・ラッセル（Jonathan Russell, 1771年2月27日 - 1832年2月17日）は、アメリカ合衆国の政治家、外交官。1810年から1811年まで駐フランス公使、1811年から1812年まで駐イギリス公使、1814年から1818年まで駐スウェーデン公使、1821年から1822年まで連邦下院議員を務めた。

## 生い立ちと初期の経歴
1771年2月27日、ジョナサン・ラッセルはロードアイランド植民地のプロビデンスにおいて誕生した。ラッセルは1791年にロードアイランド大学（現在のブラウン大学）を卒業した。ブラウンは法律を学び、弁護士として認可を受けた。だがラッセルは法律業には就かず、商業の世界に身を置いた。ラッセルは1794年にヨーロッパとの貿易事業を興した。ラッセルはまた弁士としても知られるようになり、1800年にはロードアイランド州の第1バプテスト教会で式典演説を行った。

## 外交官として
1810年、ラッセルはジェームズ・マディソン大統領からヨーロッパでの外交官勤務を任ぜられ、フランスに赴いた。1810年9月に駐フランス公使ジョン・アームストロングが退任すると、ラッセルは臨時代理公使として公使職を代行した。マディソン大統領は11月5日にラッセルをそのまま後任の公使として承認し、ラッセルは代理公使としての委任を1811年2月13日に受けた。
1811年7月27日、マディソン大統領はラッセルを駐イギリス公使に指名した。ラッセルは1811年11月15日にイギリスへ信任状を奉呈し、11月17日に駐フランス公使を退任した。1812年6月18日、アメリカ合衆国がイギリスに宣戦布告し米英戦争が開戦した。ラッセルはこの布告情報を非公式に入手し、7月29日に駐イギリス公使を退任した。
1813年5月29日、ラッセルは駐スウェーデン公使としてマディソン大統領から指名を受けたが、連邦上院はこれを棄却した。1814年1月18日、ラッセルは再び駐スウェーデン公使として指名を受け、上院はこれを承認した。ラッセルは1818年4月29日にスウェーデン国王へ信任状を奉呈して着任した。ラッセルは1818年10月22日に駐スウェーデン公使を退任した。ラッセルはジョン・クィンシー・アダムズらとともにイギリスと休戦交渉を行い、1814年12月のガン条約締結を導いた。この交渉においてラッセルはヘンリー・クレイとともにミシシッピ川の自由通行権を提起した。

## 政治活動
駐スウェーデン公使を退任後、ラッセルはマサチューセッツ州メンドンに居住した。ラッセルは作家業や演説活動を行い、1820年にマサチューセッツ州下院議員を務めた。ラッセルは1820年末に共和党から連邦下院議員に選出された。ラッセルは1821年から1823年にかけて連邦下院議員を1期務め、外交委員会委員長を務めた。

## 晩年
1823年以降、ラッセルは公職を退き、隠居生活を送った。1832年2月17日、ラッセルはマサチューセッツ州ミルトンにおいて死去した。ラッセルの遺体はミルトン市内にある一族の墓所に埋葬された。

## 家族
ジョナサン・ラッセルの父親は同名のジョナサン・ラッセル (Jonathan Russell, 1742-1788)、母親はアビゲイル・ラッセル (Abigail Russell, 1746-1838) であった。父親は1640年にマサチューセッツ湾植民地チャールズタウンに移住したジョン・ラッセルの子孫であった。両親はともに同姓ラッセルだが、血縁はない。
ジョナサン・ラッセルは1794年4月3日にマサチューセッツ州メンドンにおいてシルヴィア・アミドン (Sylvia Amidon, 1773-1811) と結婚した。2人の間には以下の子供が生まれた。
1. アメリア・E・ラッセル (Amelia E. Russell, 1798-????)
2. ジョージ・ロバート・ラッセル (George Rubert Russell, 1800-1866)
3. カロライン・A・ラッセル (Caroline A. Russell, 1805-1879)
4. アンナ・マチルダ・ラッセル (Anna Matilda Russell, 1808-1834)

ジョナサン・ラッセルは1817年4月2日にリディア・スミス (Lydia Smith, 1786-1839) と結婚した。2人の間には以下の子供が生まれた。
1. アイダ・ラッセル (Ida Russell, 1818-1833)
2. ジェラルディン・アイポライト・ラッセル (Geraldine Ipolite Russell, 1819-1885)
3. ロザリー・ラッセル (Rosalie Russell, 1823-????)
4. ジョナサン・ラッセル (Jonathan Russell, 1825-1875)